# Тиоредоксин
Тиоредоксины — семейство маленьких белков, представленное во всех организмах от архей до человека. Они участвуют во многих важных биологических процессах, включая определение окислительно-восстановительного потенциала клетки и передачу сигнала. У человека тиоредоксин кодируется геном TXN. Мутации, приводящие к потере функциональности даже одного аллеля этого гена, приводят к смерти на стадии четырёхклеточного эмбриона. Тиоредоксин играет значительную роль в организме человека, хотя и не до конца ясно какую именно. Всё чаще и чаще его возможные функции связывают с действием лекарств и противодействием активным формам кислорода. У растений тиоредоксины регулируют целый спектр жизненно важных функций, начиная от фотосинтеза и роста и заканчивая цветением, развитием и прорастанием семян. А совсем недавно выяснилось, что они также участвует в межклеточном взаимодействии и обмене информацией между растительными клетками.

## Функции
Тиоредоксины представляют собой белки с массой около 12 кДа. Их отличительная особенность — наличие двух расположенных рядом остатков цистеина, заключённых в мотив типа CXXC, где С — цистеин, а Х — любая, как правило гидрофобная, аминокислота. Ещё одна отличительной черта всех тиоредоксинов — специфическая третичная структура, которая называется тиоредоксиновой укладкой.
Главной частью белка является дисульфидная связь. При помощи неё он может восстанавливать дисульфидные связи других белков, разрушая в них дисульфидные мостики. Таким образом он регулирует активность некоторых ферментов. Кроме того, восстанавливая дисульфидные связи, тиоредоксин поставляет электроны, которые затем используются во многих биохимических процессах клетки. Например, вместе с глутатионом он поставляет электроны для рибонуклеотидредуктазы, то есть участвует в синтезе дезоксинуктлеотидов, и ФАФС-редуктазы. В этом плане, его функция сходна с таковой у глутатиона и частично с ней перекрывается. Так, тиоредоксин является сильным антиоксидантом: вместе с глутатионовой системой тиоредоксиновая система участвует в обезвреживании активных форм кислорода, передавая электроны различным пероксидазам. Исследования показали, что тиоредоксин взаимодействует с рибонуклеазой, хориогонадотропинами, факторами коагуляции, глюкокортикоидным рецептором и инсулином. Реакцию тиоредоксина с инсулином традиционно используют для определения активности тиоредоксина. Было показано, что тиоредоксин способен стимулировать связывание факторов транскрипции с ДНК. Эти факторы были определены как ядерный фактор NF-κB, который является важным фактором в клеточной реакции на окислительный стресс, апоптоз и процессы опухолеобразования.
Восстановление тиоредоксина осуществляет специальный флавопротеин тиоредоксин редуктаза, который использует для этого одну молекулу НАДФН. Глутаредоксины во многом сходны по функциям с тиоредоксинами, но вместо специфической редуктазы они восстанавливаются глутатионом.
|                             | ↔ 2 H+ + 2 e- + |                        |
| Восстановленный тиоредоксин |                 | Окисленный тиоредоксин |

Способность тиоредоксинов противостоять окислительному стрессу была продемонстрирована в эксперименте с трансгенными мышами у которых была повышенная экспрессия тиоредоксина. Трансгенные мыши лучше сопротивлялись воспалительным реакциям и жили на 35 % дольше. Такие данные служат существенным аргументом в пользу свободнорадикальной теории старения. Тем не менее, результаты исследования нельзя считать достоверными, поскольку контрольная группа мышей жила значительно меньше обычного, что могло создать иллюзию увеличения продолжительности жизни у трансгенных мышей.
У растений существует очень сложная система тиоредоксинов, состоящая из шести хорошо различимых типов (тиоредоксины f, m, x, y, h, и o). Они расположены в разных частях клетки и участвуют в массе различных процессов. Именно действие тиоредоксинов лежит в основе светозависимой активации ферментов. На свету, в результате совместного действия фотосистемы I и фотосистемы II образуется большое количество восстановительных эквивалентов — ферредоксинов. По достижении определённой концентрации ферредоксина, за счёт действия Фермент ферредоксин-тиоредоксинредуктазы происходит восстановление тиоредоксина, который в свою очередь активирует ферменты, восстанавливая дисульфидные связи. Таким путём активируется по крайней мере пять ключевых ферментов цикла Кальвина, а также белок-активаза Рубиско, альтернативная оксидаза митохондрий и терминальная оксидаза хлоропластов. Механизм активации через тиоредоксин позволяет регулировать активность ферментов не только в зависимости от соотношения НАДФН/НАДФ+, но и одновременно от интенсивности света. В 2010 году была открыта необычная способность тиоредоксинов перемещаться из клетки в клетку. Такая способность лежит в основе нового, ранее не известного для растений, способа межклеточной коммуникации.

## Взаимодействия
Было показано, что тиоредоксин взаимодействует со следующими белками:
- ASK1[11][12][13],
- Коллаген, тип I, альфа 1[14],
- Глюкокортикоидный рецептор[15],
- SENP1[16] и
- TXNIP[17].